# Prezydent Polskiej Rzeczypospolitej Ludowej
Prezydent Polskiej Rzeczypospolitej Ludowej – urząd ustanowiony w rezultacie porozumień Okrągłego Stołu (1989). Zespół do spraw reform politycznych uznał, że należy zlikwidować Radę Państwa, pełniącą od 1952 rolę kolegialnej głowy państwa i w jej miejsce przywrócić urząd prezydenta. Pierwszym i jedynym prezydentem PRL został gen. Wojciech Jaruzelski.
Wbrew powszechnej opinii, Bolesław Bierut nie był de iure prezydentem PRL, tylko RP. Formalnie Polska Rzeczpospolita Ludowa powstała w 1952 roku. Wcześniej, w latach 1944–1952 oficjalna nazwa państwa brzmiała Rzeczpospolita Polska; nieoficjalnie posługiwano się także nazwą Polska Ludowa.

## Uprawnienia
7 kwietnia 1989 Sejm uchwalił zmiany w Konstytucji Polskiej Rzeczypospolitej Ludowej, w których znalazły się odpowiednie przepisy dotyczące Prezydenta. Został on określony jako najwyższy przedstawiciel państwa polskiego w stosunkach wewnętrznych i międzynarodowych. Zadaniem Prezydenta było czuwanie nad przestrzeganiem konstytucji, stanie na straży suwerenności i bezpieczeństwa państwa, nienaruszalności i niepodzielności jego terytorium oraz przestrzegania międzypaństwowych sojuszy politycznych i wojskowych. Prezydent był wybierany przez Zgromadzenie Narodowe (połączone izby parlamentu) na 6-letnią kadencję, z możliwością jednokrotnego ponownego wyboru. Na Prezydenta przeszły co do zasady te kompetencje Rady Państwa, które nie zostały zastrzeżone dla innych organów (w stosunku do Rady Państwa, jego kompetencje uległy zmniejszeniu).
Prezydent PRL:
- zarządzał wybory do Sejmu, Senatu i rad narodowych
- mianował i odwoływał pełnomocnych przedstawicieli PRL w innych państwach
- przyjmował listy uwierzytelniające i odwołujące dyplomatów
- był zwierzchnikiem Sił Zbrojnych
- przewodniczył Komitetowi Obrony Kraju
- występował z wnioskiem do Sejmu o powołanie lub odwołanie prezesa Rady Ministrów
- występował z wnioskiem do Sejmu o powołanie lub odwołanie prezesa Narodowego Banku Polskiego
- mógł zwoływać w sprawach szczególnej wagi posiedzenia Rady Ministrów i im przewodniczyć
- nadawał ordery, odznaczenia i tytuły honorowe
- stosował prawo łaski
- wykonywał inne uprawnienia przewidziane w Konstytucji lub przekazane przez ustawy (np. ratyfikował i wypowiadał umowy międzynarodowe, sprawował nadzór nad radami narodowymi, wprowadzał stan wojenny lub wyjątkowy).

Prezydent miał prawo weta ustawodawczego, które mogło być uchylone przez Sejm większością 2/3. Mógł także rozwiązać parlament, jeśli w terminie 3 miesięcy nie powoła rządu, nie przyjmie budżetu lub uchwali ustawę lub uchwałę uniemożliwiającą prezydentowi wykonywanie jego konstytucyjnych uprawnień.

## Historia
Jedynym prezydentem PRL był Wojciech Jaruzelski. Wybory odbyły się 19 lipca 1989 r., głosowano na jednego kandydata. W głosowaniu wzięło udział 544 posłów i senatorów. 270 głosowało za kandydaturą, 233 było przeciwnych, 34 wstrzymało się od głosu, a 7 oddało głos nieważny (wymagana większość wynosiła 269 głosów). Tego samego dnia nowo wybrany prezydent objął urząd.
Po zmianie ustroju politycznego i nazwy państwa z dniem 31 grudnia 1989, Wojciech Jaruzelski stał się zarazem pierwszym Prezydentem III Rzeczypospolitej Polskiej.